# Pimelodella kronei
Pimelodella kronei är en fiskart som först beskrevs av Miranda Ribeiro, 1907.  Pimelodella kronei ingår i släktet Pimelodella och familjen Heptapteridae. IUCN kategoriserar arten globalt som otillräckligt studerad. Inga underarter finns listade i Catalogue of Life.